# Хермина Ердељи
Хермина Г. Ердељи (11. август 1973. Суботица) је глумица Народног позоришта у Суботици. Године 1995. дипломирала је на Академији умјетности у Новом Саду.

## Каријера
Наступала је на сценама многих позоришта у Новом Саду, Будимпешти, Београду, као и у Кракову. 1998. године запослила се у Народном позоришту - Народном казалишту - Népszínház у Суботици и постала члан Драме на мађарском језику. Поред матичне куће, игра и у представама Позоришта "Костолањи Деже", Камерног позоришта у Кањижи, Дјечијег позоришта-Дјечијег казалишта-Gyermekszínház, и у Ансамблу Андраша Урбана.

## Значајне позоришне улоге
- Молијер: Школа за жене (Жоржет)
- Јене Ј.Тершански: Какук Марци (Чури Линка)
- В. Шекспир: Хамлет (Офелија)
- Ингмар Бергман: Ритуал (Теа Винкелман)
- Разни аутори: Антигона (Антигона)
- Питер Вејс: Мара/Саде (Шарлот Кордеј)
- Борис Виан: Шнирц (Зенобиа)
- В. Шекспир: Отело (Дездемона)
- Г. Чат - Т. Фодор - Ђ.Херњак: Клара Зач (Клара Зач)
- В. Шекспир: Ромео и Јулија (Меркуцио, Принц, Анђео)
- Ш. Вереш - Е. Веребеш: Месечев сплавар (Павасем)
- Ђ.Швајда: Химна (Аранка )
- Бракет-Дајмонд-Вајлдер-И. Веребеш: Неки то воле вруће (Вираг)
- Иштван Ташнади: Свеопшти непријатељ (гинтар)
- Марио В. Љоса: Паниенца з тацнy (Елвира)
- Криштоф - Елдад - Брешћански: Не боли! (Клара)
- Шандор Ридег-Петер Тимар: Боктерница полази (Рози)
- Јонеско: Челава певачица (Госпођа Мартин)
- Мастероф - Кандер - Еб: Кабаре (Госпођица Кост)
- Данило Киш: Зид за плакање (Леонтина)
- Шипошхеђи: Од Дана мртвих до Цветне недеље (Марија)
- Јанош Пилински: Деца и војници (Девојка која је лајала на месец)
- Геза Чат : 0,1 мг. (Девојка)
- Иштван Беседеш: Земља боје рђе (Дечак)
- Ђерђ Шпиро: Пилећа глава (Жена)
- Силвија Плет: Девојка која је лајала на месец (Жена)
- Мезеи-Палфи-Секе-Брешћански: Фајронт (Изабел)
- Прашина над траговима - Костолањи и смрт (Марија)
- Г. Чат-П. Фекете: Ема (Ема/Олга )
- Булгаков: Молијер ( Л., владар)
- Биљана Србљановић: Смрт није бицикло (да ти га украду) (Надежда)
- Иштван Ташнади: Искусна жена (жена)
- Брешћански: Црвено (жене)

## Значајније филмске улоге
- Золтан Бичкеи: Нађапати Кукац Петер (Жена Петра)
- Чаба Секереш: Blue Moon (Исабелле Брандон)

## Награде и признања
- 2000. - Награда жирија Народног позоришта-Народног казалишта -Népszínház за најбољу женску споредну улогу у представама Свеопшти непријатељ (гинтар) Ромео и Јулија (Меркуције, Принц, Анђео)
- 2001. - Награда жирија Народног позоришта-Народног казалишта-Népszínház за најбољу женску главну улогу - Месечев сплавар(Павасем), Неки то воле вруће (Вираг)
- 2002. - Фестивал мађарских позоришта ван Р. Мађарске у Кишварди - Награда за глуму - Не боли! - Клара
- 2003. - Награда жирија Народног позоришта-Народног казалишта-Népszínház за најбољу женску епизодну улогу - Боктерница полази - Рози
- 2004. - Награда жирија Народног позоришта-Народног казалишта-Népszínház за најбољу женску епизодну улогу - Кабаре - Госпођица Кост
- 2005. - Награда жирија Народног позоришта-Народног казалишта-Népszínház за најбољу женску главну улогу - Фајронт - Изабел
- 2006. - Награда жирија Народног позоришта-Народног казалишта-Népszínház за најбољу женску главну улогу - Молијер - Л., владар
- 2007. - Глумица сезоне по гласовима публике
- 2008. - Награда жирија Народног позоришта за најбољу женску главну улогу Драме на мађарском језику у сезони
- 2008. - Награда за најбоље глумачко остварења на Фесивалу позоришта у дијаспори Кишварда (Мађарска)
- 2009. - Глумица сезоне по гласовима публике
- 2010. - Награда жирија Народног позоришта за најбољу женску главну улогу Драме на мађарском језику у сезони
- 2012. - Награда за најбољу главну женску улогу Драме на мађарском језику у сезони
- 2014. - Награда жирија Народног позоришта за најбољу женску главну улогу Драме на мађарском језику у сезони
- 2015. - Глумица сезоне по гласовима публике
- 2015. - Награда жирија Народног позоришта за најбољу женску главну улогу Драме на мађарском језику у сезони
- 2017. - Награда "Jászai Mari" (Мађарска)[1]